# Climont
 (Juin 2021).
 (avril 2020).
Si vous disposez d'ouvrages ou d'articles de référence ou si vous connaissez des sites web de qualité traitant du thème abordé ici, merci de compléter l'article en donnant les références utiles à sa vérifiabilité et en les liant à la section « Notes et références ».
Le Climont, appelé autrefois Clivemont en ancien français, Winberg en vieil-alsacien qui a donné très récemment Weinberg en alsacien et en allemand, est un sommet gréseux de forme conique du massif des Vosges. Le mont est reconnaissable de loin à sa forme trapézoïdale par les marcheurs et les voyageurs modernes.
Aujourd'hui située dans la circonscription administrative du Bas-Rhin au sein de la collectivité européenne d'Alsace, au sud-ouest du Champ du Feu, cette gigantesque balise gréseuse culmine à 965 mètres d'altitude. La butte isolée en forme de tombe a longtemps constitué une borne repère au sud de la voie rectiligne des Saulniers, à l'instar du massif orienté de l'Ormont.

## Géographie

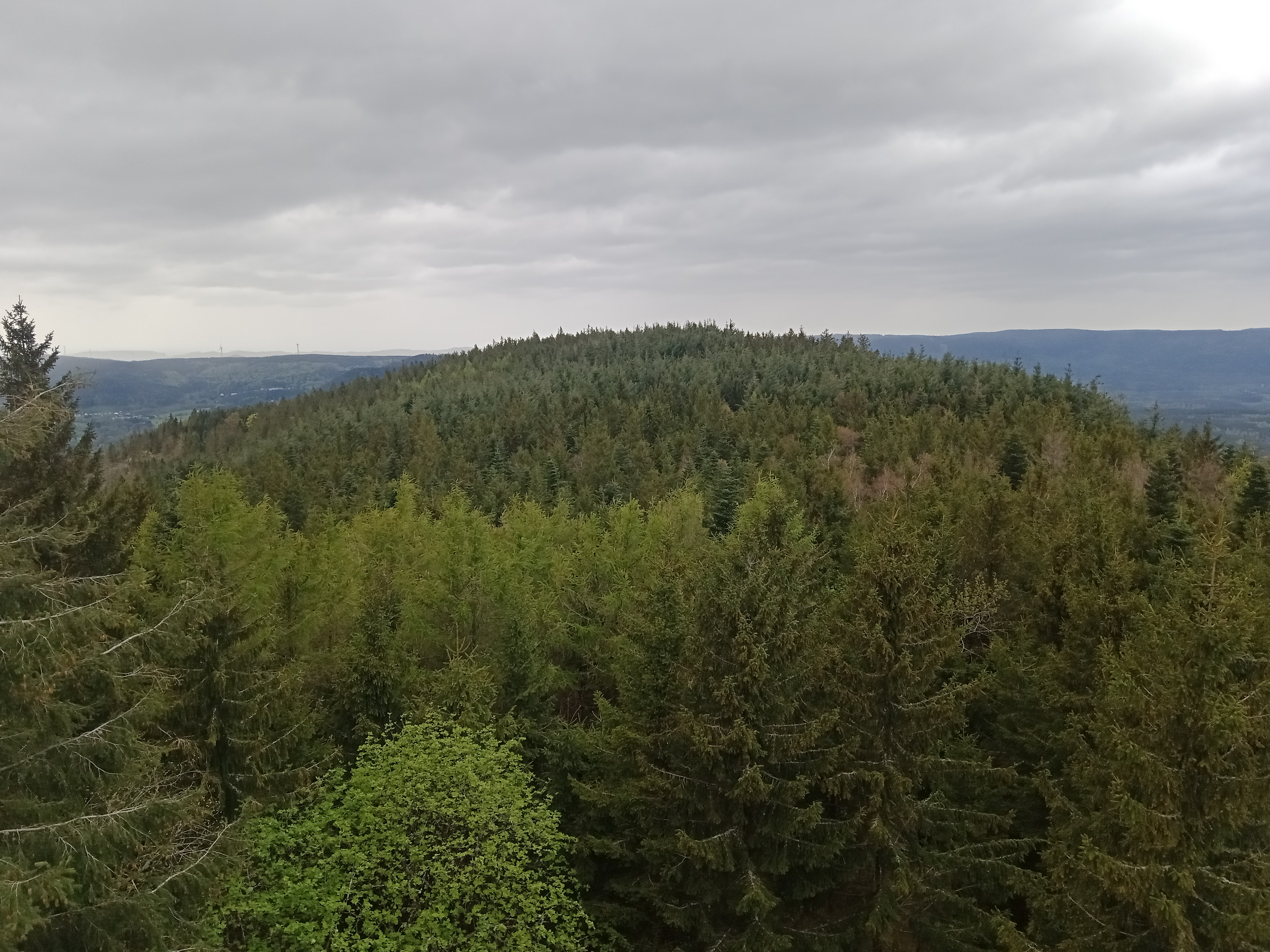
Le Climont depuis le sommet de la tour Julius.

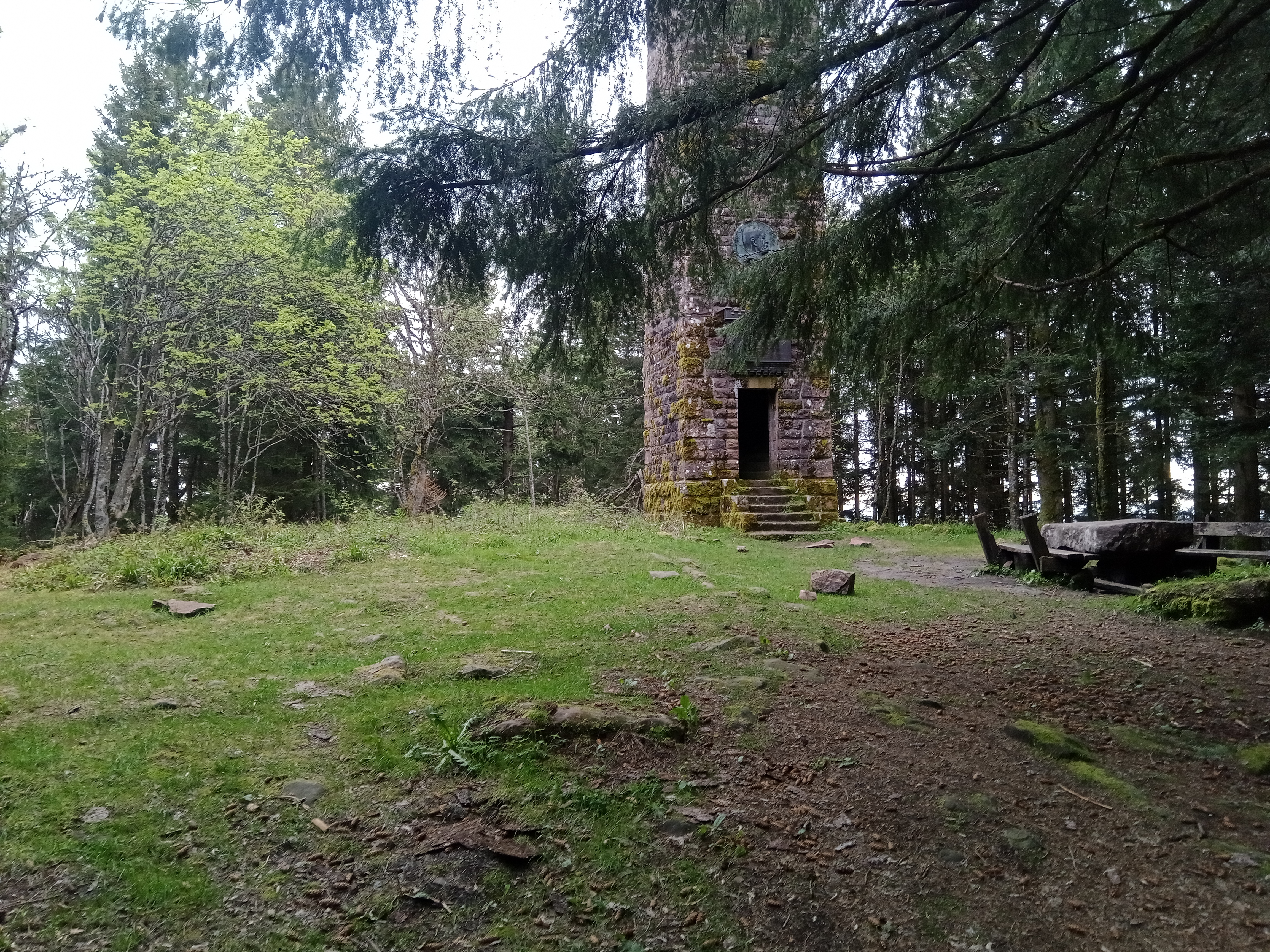
Le sommet du Climont avec la tour Julius.

Le Climont est entouré de diverses vallées. Quelques cours d'eau partent de ce sommet : la Fave, au nord-ouest, rejoint la Meurthe avant Saint-Dié ; la Bruche, et quelques ruisseaux ; la Climontaine qui rejoint la Bruche à Saint-Blaise-la-Roche par le Nord ; et au Sud-est, le Giessen allant vers Urbeis. Du haut du mont, un panorama à 360° permet de voir au nord le Donon et le val de Bruche, à l'est le val de Villé, au méridien les Vosges moyennes et à l'ouest le bassin de Saint-Dié.
Le massif, au-delà de 650 ou 700 mètres d'altitude selon les versants, appartient au territoire communal d'Urbeis ; il est très prisé des randonneurs. Le sentier GR 532 le contourne par le sud, mais deux chemins balisés par le Club vosgien mènent au sommet. Là se dresse la tour en l'honneur de Julius Euting, dénommée populairement Tour Jules.
Le Climont a longtemps réjoui les voyageurs lorrains sur la voie des Saulniers car il annonçait la proximité du massif de l'Ungersberg et ses collines surplombant la plaine alsacienne. Il est aussi un repère pour d'anciens montagnards. Son observation depuis le bassin de Saint-Dié permet de tester l'humidité des couches d'air ou de prévoir l'évolution du vent en cas de changements de sens du vent, tels les bises hivernales les plus froides ou les vents d'est descendant des montagnes. Le cône du Climont est visible depuis la roche Saint-Martin et sur les hauteurs d'Hadremont, c'est-à-dire au nord ou à l'est du massif du Kemberg, mais aussi à différentes hauteurs au Sud de la vallée de la Fave. Aujourd'hui les automobilistes qui empruntent la voie rapide contournant Saint-Dié ou rejoignant la vallée de la Fave en direction du tunnel de Lusse ou du col de Saales voient l'éclairement vespéral de ses faces.

## Toponymie et légendes
Le nom dialectal, qu'il soit d'origine germanique ou romane, indique la forme clivée ; cela souligne que les pentes sont abruptes pour accéder au sommet en replat de cette butte gréseuse isolée. Winberg provient probablement de l'altération de Winkberg ou Winkleberg, comme Climont du latin clivus mons. Le terme le plus ancien des scribes est cilkenberg en 1195.
Les légendes associent le Climont aux célibataires, aux personnes esseulées ou solitaires, à défaut aux groupes en rupture de ban. Moines et religieux, notamment les anabaptistes, ont vécu sur les flancs de cette caeli montes (ou montagne qui s'isole dans le ciel) selon les anciens montagnards. Selon certains mythes, des êtres magiques, des esprits, des herbes, des arbustes et des arbres, s'y sont implantés. Paradoxalement, un grand nombre de ces créatures solitaires encouragent l'union et la rencontre amoureuse. Les herbes récoltées à la Saint-Jean auraient été les philtres d'amour de Tristan et Iseult.

## Géologie
Le Climont est une butte témoin de grès triasique, lambeau résultant d'une érosion efficace appuyé sur le socle de grès permien. Cette dernière formation à sa base correspond à la pénéplaine post-hercynienne caractéristique de la fin de l'ère primaire. Du col de Saales, on perçoit la similitude entre les buttes témoins que sont le Climont, le Voyemont, le Houssot, voire les collines continuant l'Ormont, selon le dégagement par érosion. L'érosion finale et la plus actuelle provient de failles encaissantes qui naissent transversalement au fossé d'effondrement alsacien et se prolongent vers le secteur de Saint-Dié. Elles ont provoqué l'effondrement de l'Ormont et, toujours actives, sont responsables de la vigueur du relief aux extrémités de ce massif gréseux orienté.
La contrée du Climont, modélisée au niveau des couches profondes, constitue un véritable isthme entre le bassin permien de Saint-Dié et du Villé.
La masse gréseuse du Climont n'est ni intensément ni profondément fissurée, ce qui lui a assuré une résistance à l'érosion. Les eaux, sur une proéminence conique à l'ouest, descendent en cascade vers le Hang, formant la source de la Bruche. Au bas du Hang, un barrage permettait avant 1890 de constituer un étang. Rempli par les eaux du printemps, il était vidé pour un flottage à bûches perdues vers Schirmeck et Strasbourg.
À l'ouest du hameau du Climont, en allant vers Colroy-la-Grande, se localisent les plus vieilles roches des Vosges, sous forme de lame de roches observables en surface sur une centaine de mètres. Ces formations en écailles appartiennent au vieux socle précambrien, elles sont caractérisées par les schistes du Villé datés de plus de 600 millions d'années. Ces formations soumises à d'intenses pressions, frictions et broyages par l'action des failles contiennent des gneiss à amphibole et à grenat, dits gneiss du Climont, mais aussi des granites syénitiques. Ces roches broyées ou mylonites attestent un métamorphisme ancien, survenu bien avant les dépôts de schistes du Villé.

## Histoire d'une contrée montagnarde
Une ancienne chaume à vaches, autrefois plus vaste et aujourd'hui en friche, occupe ce sommet-balise de la voie des Saulniers. Des troupeaux de chèvres appréciaient la pâture coriace des pentes en partie dénudées et couvertes de petits chênes pubescents, les feuillus éclipsant en majeure partie les rares résineux subsistants, pins sur les sols ravinés et sapins dans les fonds ombreux. Aux abords de la butte, en particulier sous le versant oriental où se déploient les maisons du hameau du Climont, prés, pâturages et champs démontrent la vitalité agricole des communautés montagnardes pendant les périodes froides. Le hameau du Climont est un terroir à part à l'est du finage d'Urbeis, centre paroissial puis communal. Il est traversé par un chemin reliant le col d'Urbeis au col de la Salcée.
La terram de cilkenbergh cultam and incultam soit le terroir de Climont dans ses parties cultivables et incultes figure dans la liste des biens de l'abbaye de Baumgarten en 1195. Outre les biens reçus du duc de Lorraine à Fouchy en 1172, l'abbaye cistercienne de Baumgarten a gardé une éphémère maîtrise sur le ban de Provenchères étendu aux limites de Saâles, ainsi qu'en témoigne la grangiam de Hanso (la grange du Hang devenu le Hang) et la grangiam de Fossa (la grange de la Fosse devenue La Grande-Fosse) deux autres terroirs de la même liste. La tradition orale attribue à ces trois terroirs une lointaine activité minière. Le finage propre du Climont n'est connu qu'au XVIIe siècle.
Une communauté mennonite après 1683 renforcée de familles anabaptistes, puis de familles protestantes réformées ont trouvé tardivement refuge sous les versants de la montagne. Elles ont vécu en relative bonne harmonie avec les modestes familles catholiques qui occupent depuis des temps lointains la montagne climontaise. Pour des raisons de terroir, d'habitat et un respect des précisions familiales et communautaires au sens large, nous distinguons d'abord une présentation arbitraire selon deux versants du Climont, l'un appartenant à Urbeis et l'autre à Bourg-Bruche et Saales. Sous l'Ancien Régime, cette distinction reste parfois pertinente bien que l'ensemble appartiennent à la seigneurie du Villé.

### Hameau, fermes et censes du Climont
Le hameau du Climont, sis à une altitude de 670 mètres autour du petit temple, fait partie de la commune d'Urbeis. Son nom alsacien Winberg s'est altéré en Weinberg. L'emploi commun de l'allemand par une communauté mennonite importante depuis 1690, puis à la fois et indistinctement anabaptiste et réformée après des mariages mixtes au cours du XIXe siècle a progressivement germanisé les lieux-dits anciens, parmi lesquels on retient :
- Schottsitt (le versant à l'ombre, l'envers) ;
- Schregsmatt ;
- Bientzigberg ;
- in den Mühren ;
- Sebastiansmatten (les prés de Sébastien) ;
- beim schürrel ;
- Obermittel ;
- Unterweid ;
- im Brechloch (Rainrupt) ;
- im Schlag (La Schlague) ;
- Hansmatten (les prés du Jean) ;
- Langematten (les grands prés) ;
- Kreutzweg (la croix du chemin) ;
- Maettel (le petit pré ou la prêle) ;
- Sonnesitt (le versant ensoleillé).

L'altitude semble modeste mais la culture permanente des champs au début du XXe siècle après l'optimum de froid reconnu en 1850 dépasse rarement 600 mètres d'altitude dans le massif des Vosges. Les fermes du Climont possèdent des champs et des jardins qui dépassent les 650 mètres d'altitude atteints par les cultures de Bellefosse. Notons les autres limites d'extensions des terroirs cultivés : 470 m à Plaine, 500 m sur le terroir de Bourg-Bruche, 550 m à Natzwiller et dans la clairière du Hang sur le versant au soleil appartenant à Saales.
En 1760, un plan seigneurial probablement levé par les Christiani représente cinq bâtiments que l'on peut prendre comme de grosses fermes. Si nous ne pouvons dénombrer les censes du Climont, une description un siècle plus tard qui pourrait être celle des Reber est la suivante : maison bâtie en maçonnerie, couverte de bardeaux, comportant une cuisine, deux chambres, un cellier, une remise et un hangar. À l'étage, on compte deux pièces et deux chambres distinguées d'un grenier en plusieurs compartiments, les uns remplis de grains et les autres bourrés de fourrages. Trois bâtiments annexes se distinguent :
- les écuries, l'étable, le ran des porcs surmontés des greniers à foin, près de la fontaine ;
- le four et la forge ;
- le logement ouvrier.

Une grosse ferme du Climont peut rassembler six habitations familiales. Les hommes sont à la fois laboureurs cultivateurs d'avoine et de céréales et des éleveurs soignant leur gros bétail et aménageant leurs prairies irriguées de fauche fournissant le foin. Les terres labourables représentent 105 arpents, les prés 95 perches, jardins et vergers 316 pieds.
En 1780, un inventaire du bailliage du comté de Villé mentionne 90 représentants mennonites : 1 veuf, 17 couples, 29 garçons, 26 filles. Il peut représenter les anabaptistes du ban d'Urbeis dont la majeure partie vit sur le terroir du Climont.
En 1796, six fermes sont vendues comme biens nationaux. S'y adjoint la maison blanche qui appartient à François Joseph Choiseul.
En 1850, douze habitations sont recensées en plus d'une maison forestière. Les habitants ont un train de vie modeste ainsi que le prouvent les timides Mennonites du Climont qui ne s'imposent nullement aux séances du conseil du Hang. Jean Dellenbach, laboureur au Climont appartenant à une des familles anabaptistes dirigeantes, a laissé l'inventaire de ses biens auprès du notaire de Bœrsch le 16 février 1848. Le total s'élève à 223 Francs selon une partie du détail suivant :
- deux bois de lit en sapin pour 6 F ;
- un lit, une paillasse, un traversin, un dessous de plume (plumon) pour 18 F ;
- deux draps en chanvre et deux taies pour 10 F ;
- une table en cerisier pour 8 F ;
- un coffre en sapin fermant à clef (huche) ;
- des ustensiles de cuisine : un pot à feu, un poêlon ;
- 30 doubles-décalitres de pommes de terre à 45 F ;
- une vache estimée à 70 F ;
- 750 kg de foin soit 52,5 F ;
- 20 bottes de paille ;
- des outils communs : une houe, une pioche, une pelle, une hachette, un couperet, un couteau.

Un exode rural parfois lointain a commencé sur ses terres austères, mais les habitants persévèrent et diversifient les activités non agricoles : la taille de pierre, la distillation, le tissage avec la venue de tisserands qui délocalisent par raison économique depuis les villes textiles leur petite entreprise, la confection d'habit. Sous le second Empire, Joseph Elias, commerçant juif de Scherviller, vend 11 ares de terre au Climont à Adam Brua, tisserand. Il signale que la parcelle vendue est à côté de celle de Jacques Schlabach parti en Amérique débarqué à New York ou à La Nouvelle-Orléans.
Le Climont compte 53 mennonites et réformés en 1889. Depuis plus d'un siècle, trois grosses familles mennonites dominantes et alliées, les Dellenbach (Dellembach), les Bacher (Boecher, Becher, Pacher, Pêcheur) et Beller contrôlent la communauté du Climont. Sans afficher des prétentions religieuses, elles ont toléré très rapidement des mariages mixtes entre anabaptistes et protestants au niveau de l'élite de fermier et de propriétaire. En 1790, Elisabeth une fille Dellenbach de 25 ans épouse un protestant de Plaine, provocant une première scission dans la gestion sectaire de la communauté anabaptiste des anciennes terres de la seigneurie de Villé. Malgré un rabibochage sous harmonie religieuse et la perpétuation des assemblées communes du Hang, la communauté pauvre du Climont se développe à part, jouant sur une exogamie à la fois protestante et anabaptiste.
En 1901, le finage fait vivre quatorze fermes et maisons, 68 habitants vieillissants dont vingt catholiques. L'exode des jeunes n'épargne plus depuis vingt ans la communauté mixte anabaptiste et protestante.
Deux saisons sont respectées avec un amendement à base de fumier de vache : la première année le seigle récolté cède la place au trèfle, le seconde année est plantée la pomme de terre et ainsi de suite. La ferme Bacher gère 15 ha en prés d'irrigations et en pâturages qui nourrissent 18 à 20 bêtes à cornes. L'optimum technique de 0,8 bovin adulte / ha digne d'une bonne vallée vosgienne est atteint par une maîtrise des cultures fourragères, importées au siècle des Lumières par les éleveurs anabaptistes. La ferme Bacher date de 1748, le dernier Bacher laisse la succession de la ferme à un Beller qui abandonne le Climont et l'anabaptisme en 1955.
En 1970 au hameau du Climont, il n'y a plus aucun mennonite. Un cimetière privé de trois pierres tombales accueille en particulier le dernier Bacher mort quarante ans plus tôt.

### Vallée du Hang à l'ouest
La vallée du Hang, où s'écoule la source de la Bruche, forme aujourd'hui une vaste clairière essentiellement sur la commune de Bourg-Bruche et pour une fraction de son rebord occidentale sur Saales. En 1710, la vallée sèche était couverte de chênes rabougris exploités en taillis clairsemés. Une fabrique de verre à cristal employait en saison un grand nombre d'ouvriers et de bûcherons. Venus de Suisse, des mennonites engagés pour ce dur labeur ont progressivement habité la vallée échancrée sous le Hang. En 1780, 70 personnes anabaptistes sont embauchées pour travailler dans la clairière du Hang au profit des maîtres verriers.
Les anabaptistes ont développé dans de grosses fermes collectives un élevage performant et se sont maintenus après le départ des verriers pourvoyeurs d'emplois après 1790 pour Baccarat. La communauté et ses derniers membres ont quitté le plateau et les hauteurs du Hang entre 1880 et 1914.

### Courte histoire des anabaptistes mennonites autour du Climont
En décembre 1682, Béat Jacques de Zurlauben, seigneur du Val de Villé, reçoit sa lettre patente lui confirmant officiellement sa seigneurie à Versailles. Rentré en Alsace en 1683, il conçoit d'y rétablir des forges, de gérer adéquatement le patrimoine sylvicole et d'accroître le gain des terres en cens et en fermage. L'appât du gain le pousse à se méfier de ses sujets montagnards appauvris et débraillés, prompts aux vols et aux détournements, rechignant sur les corvées et bien peu fiables sous l'aspect de la compétence et l'ardeur au travail pour un maître exigeant. Quitte à les humilier, le seigneur fait appel aux étrangers pour accroître la surveillance de ses biens domaniaux menacés et hâter le travail planifié par ses soins. Quelques années plus tard, des hommes barbus couverts de chapeaux, habillés de pied en cap de façon particulièrement austère sans garnitures ni boutons, parlant une chatoyante langue teutonne mais de mœurs douces et pacifiques sont privilégiés avec leurs vastes familles pour l'obtention de censes puis de fermes seigneuriales. Le seigneur désespérant de trouver le contingent de familles pour ses bois et ses biens fonciers en déshérence a conclu des accords avec la secte des anabaptistes mennonites.
Or en 1712, l'expulsion des anabaptistes de Royaume de France fait de cette seigneurie marginale entre Lorraine et Alsace un havre de sérénité sous l'angle de la vie publique. La vaste ambition de Zurlauben a échoué, mais les anabaptistes bénéficient de la même bienveillance de la maison seigneuriale héritière de Choiseul-Meuse. Mais s'ils veulent rester, ils sont condamnés à vivre dans un milieu plus dense et pauvre, et de plus en plus hostile à leur accroissement après 1750. Les cultivateurs éleveurs mennonites essaiment dans le ban d'Urbeis, à Sainte-Croix, à Colroy et Lubine, en pays de Salm et dans le ban de Brusche, en particulier aux Quelles, à Plaine et La Broque. Ils y deviennent fermiers, laboureurs, tisserands, marcaires, manouvriers, bûcherons, ouvriers... Une grande solidarité et de solides liens linguistiques et matrimoniaux lient ces frères en religion : ceux du Altmelkerei à Hohwald gardent une attention fraternelle pour ceux de La Crache près du Donon, la communauté maintient des liens avec ceux qui ont choisi de s'installer à Neuweyerhoff (Altwiller) et Schnellenbülh (Sélestat-Heidolsheim).
Dès 1760, les autorités ecclésiastiques surveillent avec méfiance le réseau de la communauté anabaptiste de plus en plus discrète. Le vicaire Galleto tient à partir du 1er juillet 1760 les registres de la paroisse d'Urbeis encore dépendante de la cure du Villé. Chicanier pour la rénovation de son vieux presbytère et envers une maison d'angle trop proche de sa résidence, le premier curé en résidence permanente à Urbeis n'en observe pas moins les sectaires anabaptistes, grands lecteurs du Livre mais souvent muets en public...
En 1780, le curé de Saâles porte une vibrante plainte au cardinal de Rohan. Il ne peut venir à bout de cette secte, il dénonce le zèle des assemblées du Hang et les multiples maltraitances des catholiques pauvres, qui devraient fuir ou s'intégrer à la secte. L'affaire des anabaptistes de Saales commence par la diligence d'une enquête circonstanciée, car le lieu d'assemblée du Hang relève de la paroisse de Saales et donc de la cure spirituelle du bon curé. Les lieux de ces assemblées anabaptistes, rencontres atypiques, fort longues, empreintes d'un rituel coutumier et religieux nullement secret annonçant la réunion d'une communauté croyante sous la présidence des anciens réunis, sont réputés au nombre de trois :
- Le Hang (Saales).
- La Blanche Maison à la cense d'Orbeis, c'est-à-dire à Climont dans le ban d'Urbeis.
- la cense du pré du Chêne, paroisse de Colroy, juridiction de Nancy.

La colère du curé de Saales est attisée par une jeunesse nombreuse qui échappe à l'emprise ecclésiastique et à un contrôle de la vie privée menant à une possible conversion. En effet, l'assemblée mennonite rémunère un pasteur itinérant qui forme à la foi communautaire et un instituteur, sorte d'écolâtre nomade, qui supervise un enseignement élémentaire et supérieur en allemand. Philippe Jahn est l'instituteur honni des curés responsables des écoles de paroisses, il est dénommé par ses congénères sechsfinge parce qu'il a la particularité, autant génétique que diabolique pour l'autorité catholique, d'avoir six doigts à la main et au pied gauches. L'efficacité de l'enseignement communautaire, strictement encadré par des parents alphabétisés et conscients du fondement religieux de la lecture et de l'écriture, semble plus grande que l'école paroissiale qui s'affaiblit après l'immense effort de rattrapage de la fin du XVIIe siècle. Il est toutefois effectué en allemand, langue maternelle de la communauté.
Au temps des amours la jeunesse échappe autant à celle des anciens qui contrôlent les aspects financiers et dirigent d'une main ferme la communauté anabaptiste. Les jeunes de diverses confessions se fréquentent : surtout dans le camp catholique n'affirme-t-on pas que les jeunes anabaptistes courtiseraient assidûment par intérêt des héritières filles uniques, et vient la réponse des zélateurs, craignant que les mécréants catholiques aient des visées exclusives sur les jolies et coquettes filles de leur communauté. Des mauvaises langues catholiques ont prétendu que le curé perd un contrôle sur les unions matrimoniales quand la fille d'un pauvre paysan choisit en toute liberté son prétendant parmi les jeunes et funestes coreligionnaires de la secte. Ce serait une des principales raisons de la violente diatribe en chaire du curé et de l'affaire publique des anabaptistes de Saales.
Au milieu du XVIIIe siècle, les noms de principales familles mennonites souvent de façon diverse orthographiés par les autorités administratives sont connus :
- Schlappy, Schlappach, Schlabach (La famille gère initialement une ferme à Schnarupt) ;
- Bachmann ;
- Muller ;
- Rebber, Räber, Reber de la cense du Climont qui donne plus tard le nom de famille Revert ou Reeber ;
- Adam ;
- Jacob ;
- Gropff ;
- Hommel ;
- Anzemberger ;
- Hodler ;
- Wielly ;
- Gebb ;
- Kuntz ;
- Sterner ;
- Spring ;
- Adler ;
- Riesin ;
- Von den Wald ;
- Fritz ;
- Gerich ;
- Will ;
- Eimer (Ulrich Eimer sur le ban de Lubine).

Au XIXe siècle, ils sont rejoints par d'autres patronymes qui se répandent avec rapidité, se démultipliant par les écritures d'état civil au gré de leur déplacement :
- Dellenbach, Delimbach ;
- Bacher, Boecher, Becher, Pecher, Pêcheur ;
- Gerber, Garber ;
- Lauber ;
- Neuhauser ;
- Summer, Sommer ;
- Goldschmitt ;
- Hung, Hungue.

La liste des onze anciens ayant présidé l'assemblée communautaire dite du Hang atteste la surveillance vigilante des autorités royales, impériales et républicaines. Il s'agit dans l'ordre de Conrad Goldschmidt, Jacob Bacher, Michel Mosiman, Jean Beller, Jean Bacher de l'Evreuil, Joseph Beller, Pierre Gingrich de Schnarupt, Christ Bacher de La Schlague, Christ Dellenbach, Joseph Bacher de L'Evreuil, André Lamber de Colroy-La-Roche. Ainsi apparaît une élite dirigeante, maniant le français des affaires, souvent accroissant leurs richesses et leurs biens financiers propres en gérant ceux communs à la secte, de plus en plus rarement exemplaire dans leur comportement de rigueur religieuse et communautaire au fil des décennies. Les multiples ruptures internes pour des raisons d'attraits extérieurs dont une forme est l'exogamie adaptée à un statut contraignant de richesse matérielle ont d'abord profité aux familles dominantes qui semblent avoir été attirées très tôt par une forme de respectabilité bourgeoise. Les plus modestes frères autrefois rudement encadrés et souvent sans droit sous l'Ancien Régime, ayant pris leur indépendance ont été sur le long terme abandonnés à eux-mêmes malgré le persistant et long sentiment peut-être nostalgique d'une provenance et d'une identité commune.
Ce qui a frappé les curés observateurs si méfiants de l'Ancien Régime finissant comme plus tard les chercheurs en sociologie religieuse, est la surprenante mobilité des familles anabaptistes qui ne restent souvent pas plus de deux générations aux mêmes endroits. Mais ce qui est moins apparent est la facilité d'emprunts des plus démunis aux populations montagnardes préexistantes, à commencer par les rythmes de vie, des techniques de subsistances et un rapport à l'espace incluant parfois une grande mobilité exogamique. Ces caractères spécifiques au moment de l'affaiblissement de l'assemblée ont fait disparaître les représentants des communautés mennonites vers d'autres cieux essentiellement américains tout en laissant assimiler à la population du massif ou en piémont une fraction importante des descendants glissant vers un protestantisme tranquille ou un refus d'encadrement catholique au XXe siècle.

### Évolution forestière et administrative
La montagne en déprise agricole a été reboisée entre 1840 et 1850 à l'aide de pins, puis de sapins à la fin du dix-neuvième siècle. Les abords délaissés par les cultures ont ensuite été repiqués intégralement au vingtième siècle, faisant disparaître sous l'enrésinement systématique l'exceptionnel refuge botanique du Climont aux dires des Anciens.
Le Climont a longtemps été entouré de vieilles terres lorraines ou qui si elles étaient alsaciennes comme la seigneurie du Villé, étaient placées sous obédience lorraine. Il a fait partie à la fin de l'Ancien régime du territoire de la subdélégation de Saint-Dié, la petite montagne a ensuite servi à séparer le département des Vosges de celui du Bas-Rhin jusqu'en 1871, date de l'annexion du demi-canton de Saales qui l'a fait appartenir intégralement à l'Alsace du nouveau Reich. Cette Alsace a été préservée sous sa forme actuelle : le Climont est aujourd'hui alsacien, mis à part une fraction de ses basses pentes méridionale à moins de 670 mètres d'altitude, appartenant à la forêt domaniale de Colroy-Lubine.

## La tour Julius

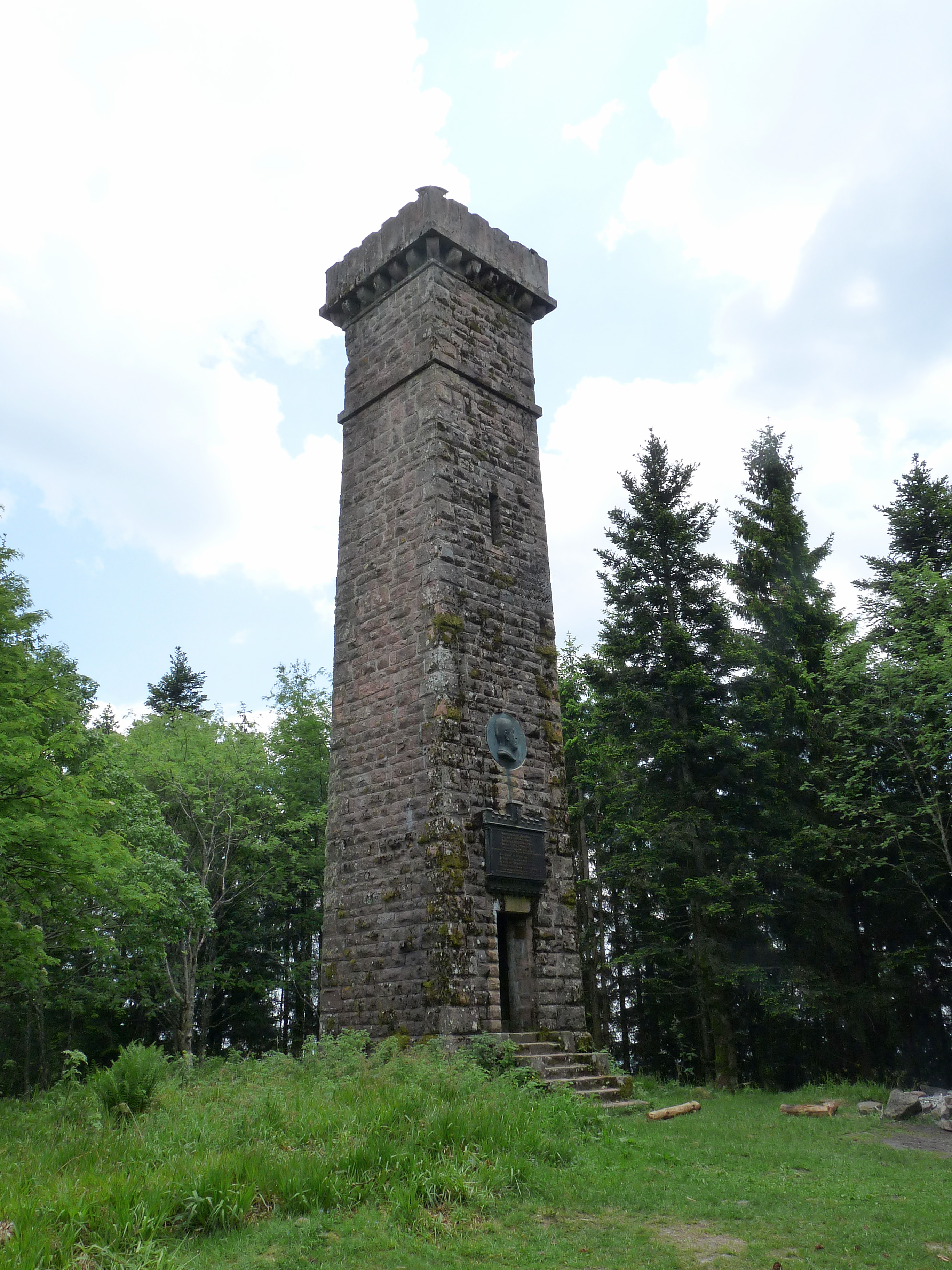
La tour Julius

- La tour panoramique du Climont, ou tour Julius, a été érigée en 1897 par la section de Strasbourg du Club vosgien. Monsieur Gérardin, propriétaire du sommet du Climont, a donné le terrain nécessaire à son érection.

De style néo-médiéval à plan carré, elle est enrichie d'un encorbellement à son sommet et d'un oriel côté sud. Cette tour de 17 mètres de haut inaugurée en octobre 1897 par les autorités du Deutsches Reich comporte 78 marches et une plaque commémorative en l'honneur de Julius Euting, célèbre orientaliste et président fondateur du Club Vosgien, est apposée à son entrée. Sa construction a coûté 4 000 marks de l'époque.

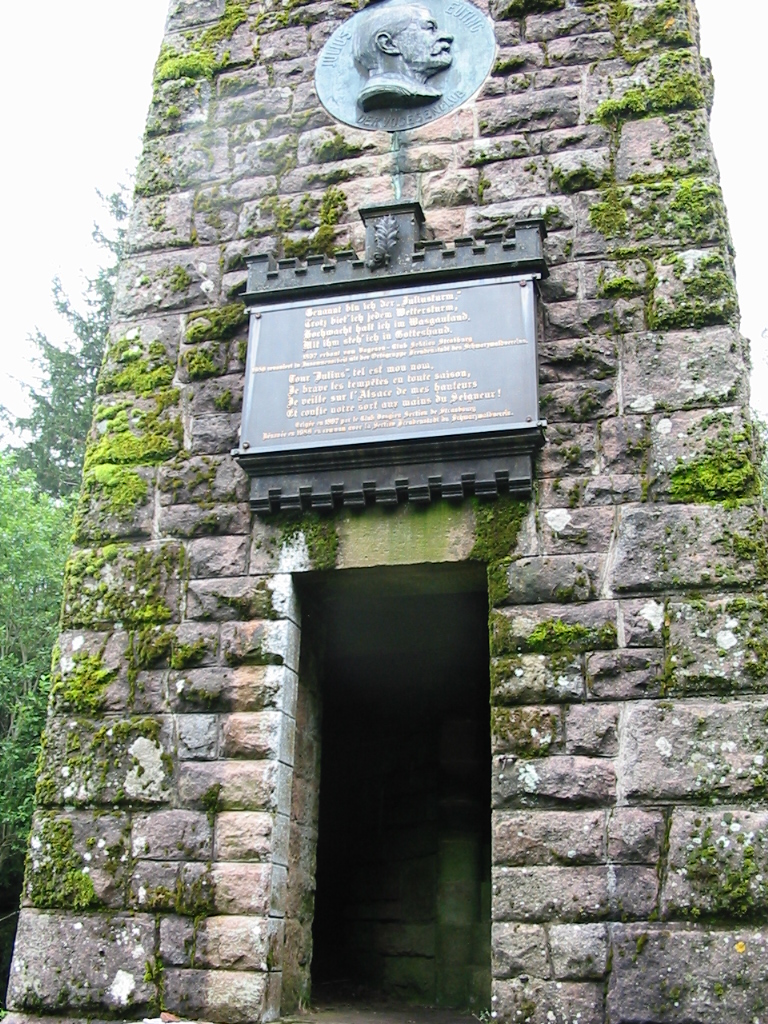
Julius Euting et les quatrains

- Au-dessus de la porte d'entrée, sous le portrait de Julius Euting, on peut lire le même quatrain en allemand et en français.

Gennant bin ich der "Juliusturm",

Trotz biet'ich jedem Wettersturm;

Hochwacht halt ich im Wasgauland,

Mit ihm steh'ich in Gotteshand.
Tour "Julius", tel est mon nom,

Je brave les tempêtes en toute saison ;

Je veille sur les Vosges de mes hauteurs

Et confie notre sort aux mains du Seigneur !
- Rénovée en 1986, la tour a cependant déjà perdu sa table d'orientation...

## Musique et folklore
À la lecture ci-dessus de la tradition orale dans sa version botanique, il apparaît que le Climont est terre de solistes et de rencontres. Il a sans doute existé pléthore de chants, de sifflements, de prouesses de violoneux dédié aux êtres du Climont. Le folklore actuel réactualise plus ou moins la tradition ou réinvente en bloc à l'attention des touristes allemands. Gérard Durand, dans son album La Climontaise diffusé par Kobra, installée à La Neuve Église, a essayé avec entrain de rassembler polka, valses et marches. Pour rester dans une esthétique plus austère ou protestante, il s'y entendrait bien les six suites pour violoncelle seul de Jean-Sébastien Bach.